# Santower See
Der Santower See ist ein zwischen den Gemeinden Warnow und der südlich befindlichen Stadt Grevesmühlen liegender See. Der See ist sehr flach und aufgrund der überregional bedeutsamen Pflanzen- und Tierwelt unter Naturschutz gestellt. Das Westufer ist bewaldet und sehr sumpfig. Im See befinden sich zwei kleinere Inseln. Auf der westlichen Insel kann man heute noch Reste einer früheren Bebauung finden.
Der Santower See ist ein polytropher (ursprünglich mesotroph - eutroph) See. Die relativ schlechte Wasserqualität ist auf die Einleitung von Abwässern aus Stallanlagen sowie den angrenzenden Ortschaften bis in die 1990er Jahre zurückzuführen.
Der Wasserspiegel des Santower Sees lag früher höher als heute. Der 1710 ausgehobene Schleusgraben leitet seitdem das Wasser zum Tarnewitzer Bach, der bei Tarnewitz in die Ostsee mündet, ab. Der westlich Warnows aus dem See führende Graben bewirkte eine Senkung des Wasserspiegels um zwei bis drei Meter. 
Durch die NSG-Verordnung existieren umfassende Restriktionen für die Angelnutzung. Seit den 1990er Jahren wird versucht, kulturhistorische Nutzungsformen (Beweidung und Mahd) zum Erhalt der einzigartigen Pflanzenwelt im Bereich der Seeterrassen aufleben zu lassen. Dies wird durch den Naturschutzbund Nordwestmecklenburg koordiniert.